# Leonardo Balada
Leonardo Balada Ibáñez (San Justo Desvern; 22 de septiembre de 1933) es un compositor español nacionalizado estadounidense, perteneciente a la Generación del 51 de compositores españoles.

## Biografía
Nace en San Justo Desvern el 22 de septiembre de 1933. Una vez finalizados sus estudios musicales en el Conservatorio del Liceo de Barcelona, en donde se especializó principalmente en piano, en 1956 consigue una beca para estudiar en el New York College of Music. En esta institución se formó con profesores como Aaron Copland o Norman dello Joio.
Tras un breve periodo en España retorna a Nueva York, lugar en el que termina su formación en la Juilliard School con Vincent Persichetti en composición e Igor Markevitch, con el que ya había trabajado en España, en dirección. Es en este mismo año —1960— cuando decide residir definitivamente en Norteamérica para formar parte de su vida musical. A partir de ese momento Balada realizará sus primeros trabajos como profesor en la Walden School, institución dependiente de la Escuela Internacional de las Naciones Unidas. Así mismo, será compositor-residente en el Aspen Institute.
En 1970 se traslada a Pittsburgh donde inicia su actividad de profesor de composición en la Carnegie Mellon University, plaza que, junto con su labor como compositor, ha mantenido hasta la actualidad.
Ha impartido 10 cursos de composición musical en la Universitat Politècnica de València desde el año 2010 hasta el año 2020, en los que el premio ha sido el estreno de la obra musical. Algunos de los compositores que han sido premiados: Victor Padilla, Pedro Astasio y Antonio Manuel Martínez Heredia.

## Estilo
Como otros muchos compositores, Leonardo Balada en un primer momento enfoca su creación hacia la asimilación de los lenguajes de modernidad, búsqueda que comparte con sus compañeros de la Generación del 51. Así, de esta forma, en los 60 el compositor se acerca hacia unas fórmulas que pasan por un alto grado de investigación con el lenguaje musical, centrándose concretamente en las cuestiones relacionadas con el timbre y con los elementos que configuran la construcción melódica.
Por otro lado, en estos comienzos compositivos será determinante para su obra el intenso contacto que mantendrá en Nueva York con las artes plásticas, siendo influido por los modernos conceptos del arte geométrico, los collage de las pinturas de Rauschenberg y los resultados estilísticos de las obras de Dalí, con quien colaboró varias veces a principios de esta década.
Por tanto, en estas primeras obras podemos encontrar una amalgama formada por la cultura tradicional española y la plasticidad y teatralidad conseguida con sus experimentaciones. En este periodo destacan sus diferente obras para guitarra, especialmente su Concierto nº1 para guitarra y orquesta nº1 escrito en 1965 para Narciso Yepes, así como Geometrías nº1, obra que entronca de manera más evidente con ese experimentalismo.
Posteriormente, en los años 70, Leonardo Balada desarrollará una técnica que le llevará a ser reconocido como un pionero en la mezcla de la modernidad musical con las ideas folclóricas. Su Sinfonía en Negro-Homenaje a Martín Luther King (1968) y Homenaje a Casals y Sarasate (1975) se convertirán modelos de utilización de sonidos y maneras tradicionales bajo prismas empañados con procedimientos vanguardistas.
Tras estas etapas, Leonardo Balada comienza a trabajar en un nuevo lenguaje que podría definirse como Surrealismo, el cual mantendrá hasta la actualidad. Tomando como modelo las obras de Salvador Dalí, Balada busca en sus obras que la música de lo claro, la de los materiales tradicionales, se transforme metafísicamente en algo similar, pero diferente. Ejemplos de ello son obras como Passacaglia (2000) en el que un passacaglia clásico se transfigura en un pasacalle popular español, o Prague Sinfornietta (2003) en la que la música comienza como la Sinfonía Praga de Mozart para evolucionar posteriormente hasta convertirse en una sardana.
Su estilo se puede catalogar perfectamente como ´´últimas tendencias``.

## Trabajos

### Ópera
- Hangman, Hangman!, ópera de cámara (1982)
- Zapata, ópera (1984)
- Cristóbal Colón, ópera (1986, estrenada en el Liceu de Barcelona 1989)
- La Muerte de Colón, ópera (1996) (secuela de Cristóbal Colón)
- The Town of Greed, ópera de cámara (1997) (secuela de Hangman, Hangman!)
- Faustball, ópera (2007)
- La Resurrección de Colón, ópera (2012)

### Orquestales
- Sinfonías
  - Sinfonía n.º 1 Sinfonía en Negro, un homenaje a Martin Luther King (1968)
  - Sinfonía n.º 2 Cumbres, una breve sinfonía para banda (1972)
  - Sinfonía n.º 3 Steel Symphony (1972)
  - Sinfonía n.º 4 Lausanne (1992)
  - Sinfonía n.º 5 American (2003)
  - Sinfonía n.º 6 Symphony of Sorrows (2005)

- Guernica (1966)
- Homage to Sarasate (1975)
- Homage to Casals (1975)
- Sardana (1979)
- Quasi un Pasodoble (1981)
- Fantasías Sonoras (1987)
- Zapata: Images for Orchestra (1987)
- Columbus: Images for Orchestra (1991)
- Divertimentos, para orquesta de cuerda (1991)
- Celebracio (1992)
- Folk Dreams (1994-8)
- Passacaglia (2002)
- Prague Sinfonietta (2003)

### Conciertos
- Piano
  - Concierto para piano n.º 1 (1964)
  - Concierto para piano n.º 2, para piano, vientos, and percusión (1974)
  - Concierto para piano n.º 3 (1999)

- Violín
  - Concierto para violín n.º 1 (1982)
  - Caprichos n.º 2 (2004)
  - Caprichos n.º 3 (2005)

- Chelo
  - Concierto para chelo n.º 1, para chelo y nueve intérpretes (1962)
  - Concierto para chelo n.º 2 New Orleans (2001)
  - Concierto para tres cellos y orquesta A German Concerto (2006)

- Flauta
  - Morning Music, para flauta y orquesta (1994)
  - Music for Flute and Orchestra (2000)

- Guitarra
  - Concierto para guitarra n.º 1 (1965)
  - Sinfonía Concertante para guitarra y orchestra Persistencies (1974)
  - Concierto para cuatro guitarras y orquesta (1976)
  - Concierto Mágico, para guitarra y orquesta (1997)
  - Caprichos n.º 1 (2003)

- Concierto para bandoneón y orquesta (1970)
- Concertino para castañuelas y orchestra Three Anecdotes (1977)
- Música para oboe y orquesta Lament from the Cradle of the Earth (1993)

### Vocal/Coral
- Maria Sabina (1969)
- La Moradas (1970)
- No-res (1974)
- Ponce de Leon, para narrador y orquesta (1974)
- Torquemada (1980)
- Thunderous Scenes (1992)
- Dionisio: In Memoriam (2001)
- Ebony Fantasies, cantata (2003)